# 巴徹德之家 (加利福尼亞州帕薩迪納)
巴徹德之家（英語：Batchelder House），是一座具有悠久歷史的家，始建於1910年，位於美國加利福尼亚州帕薩迪納626南旱谷大道。此房子為當時帕薩迪納文化生活的一個重要的據點，由艺术与工艺运动主要領導者之一的歐内斯特·A·巴徹德設計並建造，其妻子愛麗絲·科爾曼是一位知名的音樂家。這座房子亦是一座大型的洋房，具有“森林式”設計特點以及瑞士山間小木屋的設計元素。巴徹德的第一間手工藝商店即位於這裏，在這裏巴徹德為格林與格林的海尼曼兄弟以及其他當時知名的建築師製作裝飾瓷磚。科爾曼還用此房屋的後院的舞臺來舉辦室内音樂會。
這座房屋于1978年12月14日被列入國家史蹟名錄。是下阿羅約-塞科歷史區的一部分。

## 圖廊

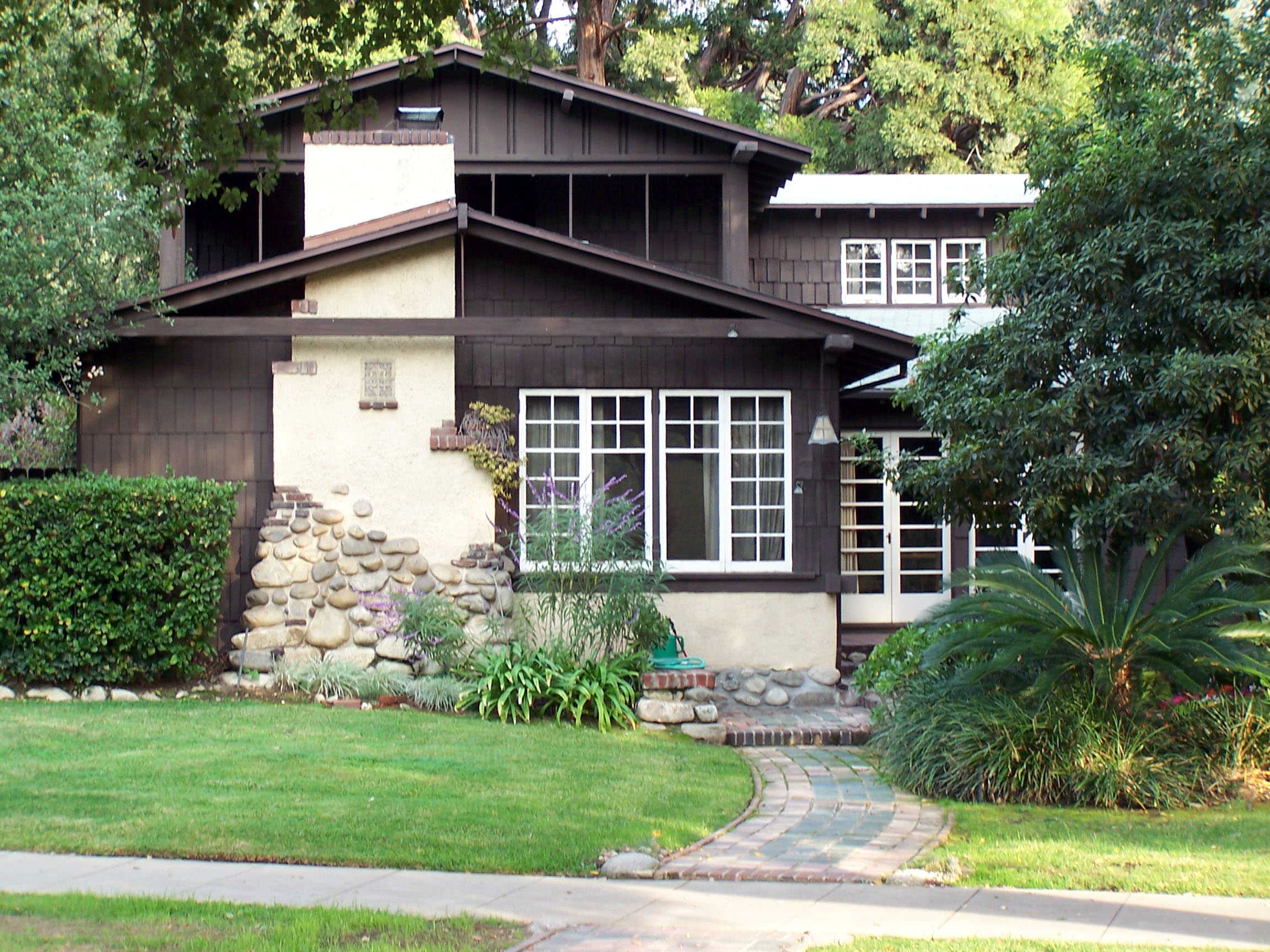
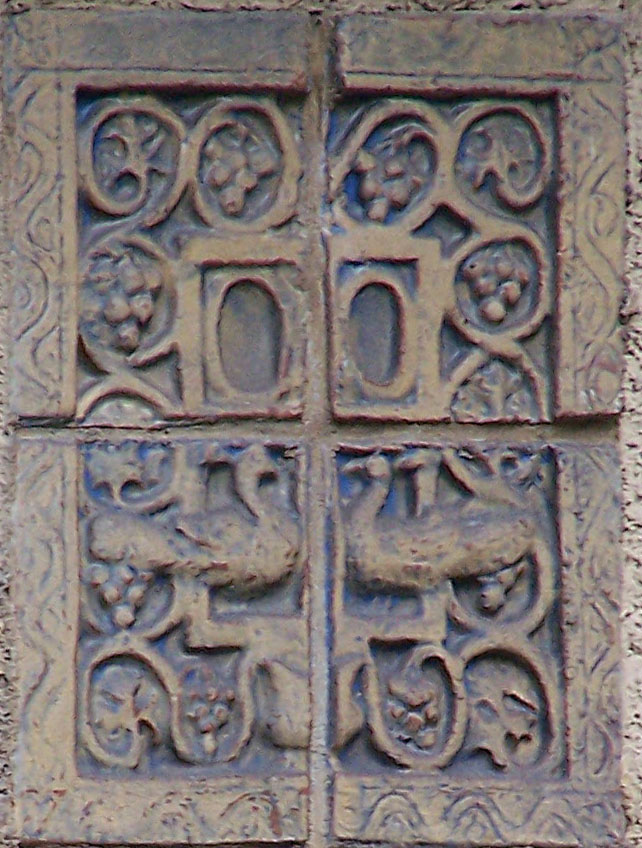
烟囪的細節
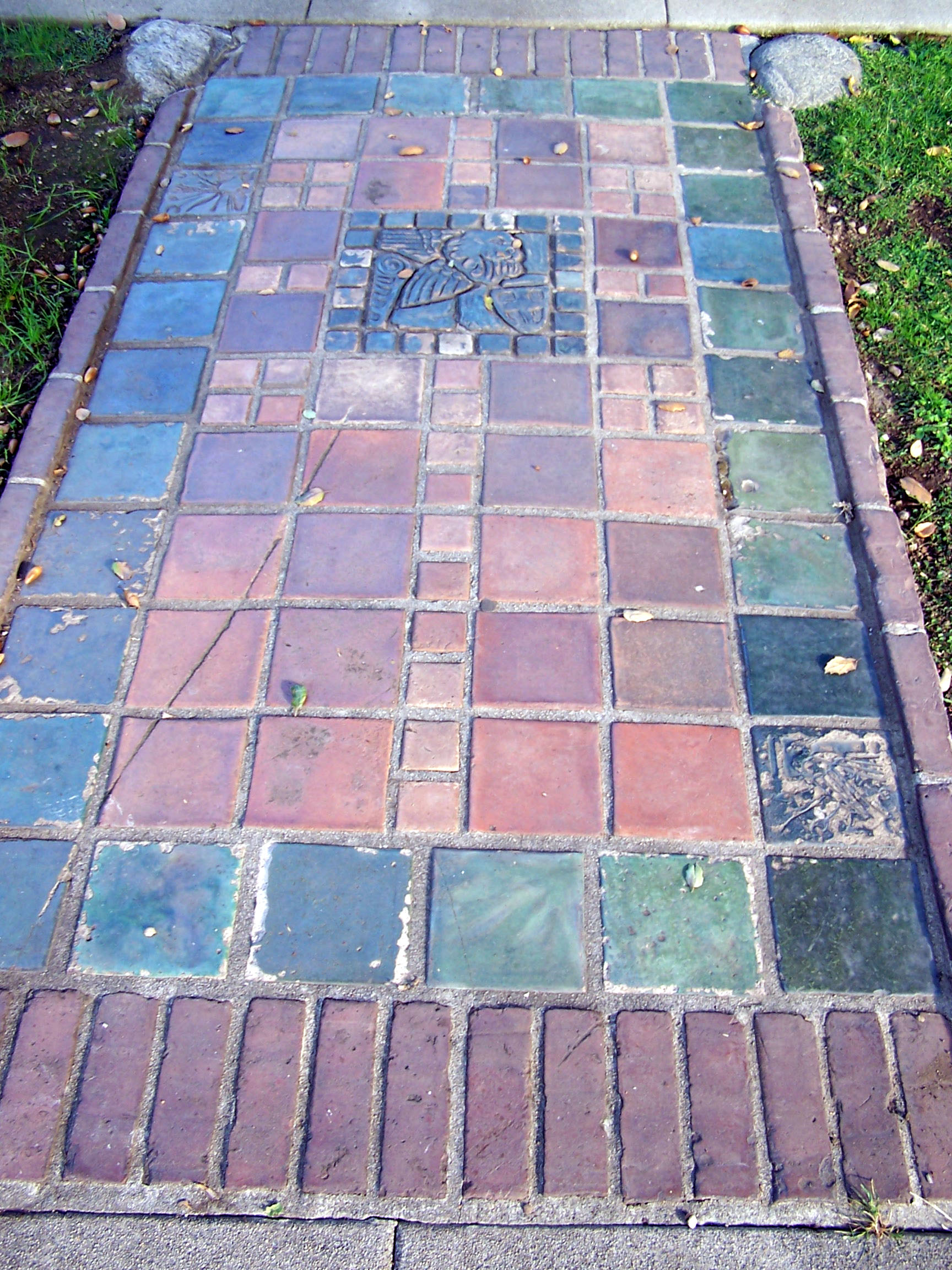
正面走廊的細節

## 外部鏈接
- 帕薩迪納文化遺產網址 （页面存档备份，存于）